# Mijaíl Bakunin
Mijaíl Aleksándrovich Bakunin (Михаил Александрович Бакунин en ruso) (Priamújino, Torzhok, Imperio ruso, 30 de mayo de 1814 - Berna, Suiza, 1 de julio de 1876), conocido como Mijail Bakunin, fue un teórico político, filósofo, sociólogo y revolucionario  anarquista ruso. Es uno de los más conocidos pensadores de la primera generación de filósofos anarquistas junto a Piotr Kropotkin, Pierre-Joseph Proudhon, Carlo Cafiero y Errico Malatesta. Está considerado uno de los padres de este pensamiento, dentro del cual propuso los planteamientos del anarcocolectivismo. Su legado marcó una fuerte influencia para el socialismo revolucionario, el ateísmo militante, el movimiento obrero, el anarcosindicalismo y los posicionamientos ético-filosóficos y críticos del autoritarismo y el poder político.

## Biografía
Nació el 30 de mayo de 1814 en la aldea de Priamújino, en el distrito de Torzhok, provincia de Tver. Su padre, Alexander Mikhailovich Bakunin, era de ideología liberal y había sido diplomático en París durante la toma de la Bastilla (14/7/1789). Cuando subió al trono Nicolás I, el padre se retiró a vivir al campo ruso, donde poseía tierras y mil siervos. Tras instalarse en Priamújino se casó con una mujer mucho más joven, Varvara Aleksandrovna (nacida con el apellido Murav'eva).
Mijaíl era el primogénito de cinco hermanos y cinco hermanas. Los diez hijos fueron educados en la moderna pedagogía de Rousseau. Su familia era religiosa, pero no excesivamente.
Cuando tenía 11 años se produjo la represión de los "decembristas" en Rusia por parte del zar.
A los 15 años ingresó en la Academia de Artillería de San Petersburgo. Allí comenzó a escribir, a divertirse bebiendo con sus amigos y endeudándose. Pasará allí tres años, pero será expulsado por un comportamiento indisciplinado. Fue trasladado como oficial subalterno  (práporshchik) de la Guardia Imperial Rusa a Minsk y a Goradnia. Desde Minsk escribió a su familia:

Estoy completamente solo. Un silencio eterno, una eterna tristeza, una nostalgia infinita son los compañeros de mi soledad. He descubierto, por experiencia, que la perfecta soledad, tan predicada por la filosofía de Ginebra, es el más idiota de los sofismas. El hombre está hecho para la sociedad. Un círculo de relaciones y de amigos que lo comprendan y dividan con él sus alegrías y sus dolores le es indispensable. La soledad voluntaria es idéntica al egoísmo y ¿puede ser feliz un egoísta?

En ese momento se produjo la represión de los polacos, que ayudó a Bakunin a asumir una posición contraria al despotismo. En 1834, abandonó el ejército y se trasladó a Moscú, entonces ya imbuido en el romanticismo europeo. Estudió filosofía durante seis años. Leyó habitualmente a los enciclopedistas franceses y también desarrolló admiración por Fichte y por Hegel. Entabló amistad con Aleksandr Herzen y Nikolái Ogariov, partidarios de las ideas del socialista Saint-Simon, y que compartían su admiración por Hegel. Es en este mismo periodo cuando, en Berlín, Karl Marx desarrolla las mismas simpatías hacia Hegel.
Con el objetivo de lograr una cátedra de filosofía o de historia en la Universidad de Moscú, organizó un viaje para estudiar a los filósofos alemanes. En 1840 embarcó hacia Berlín, donde se encontró con su hermana Bárbara y vivió con Iván Turguéniev. Allí escribirá:

La Alemania de 1840 está en plena transformación; nace la industria y, con esta, el proletariado industrial, que aún no es una amenaza. Es la burguesía enriquecida la que reclama sus derechos al poder feudal. Alemania, que hasta ahora solo ha sido un montón de pequeños estados, quiere ser una nación y exige unidad y libertad.

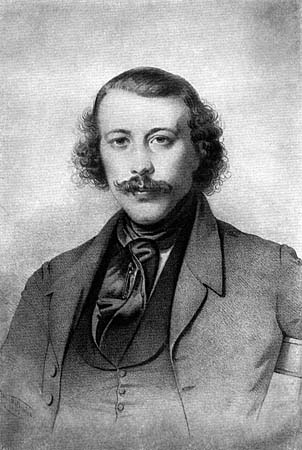
Mijaíl Bakunin en 1843.

En 1842, se estableció en Dresde, capital de Sajonia, donde conoció a Ruge, director de la revista Deutsche Jahrbücher, donde escribió un artículo bajo el seudónimo de Jules Elysard. El artículo se titulaba La reacción en Alemania y proponía la continuación de la revolución francesa en Alemania y Rusia. El artículo tuvo bastante éxito en Rusia.
En 1843, se trasladó a Suiza, donde se refugiaban muchos disidentes políticos alemanes. Allí escribió una carta a Ruge, que fue publicada en París en 1849, en la revista Deutsche-französiche Jahrbücher. En Suiza conoció a Wilhelm Weitling, el primer comunista alemán, y se puso en contacto con la familia Vogt. La policía suiza le invitó a abandonar el país y la embajada rusa le compelía a volver a Rusia, por lo que escapó a Bélgica en 1844 y, de ahí, se trasladó a París. En París conoció a Proudhon, a George Sand, a Marx, a Engels y a algunos exiliados polacos. Sobre Marx escribió:

Fuimos bastante amigos. [...]; entonces yo no sabía nada de economía política y aún no me había liberado de las abstracciones metafísicas y mi socialismo era tan solo instintivo. Él, aunque era más joven, era ya ateo, un sabio materialista y un socialista consciente [...] Nos vimos a menudo, porque yo le respetaba mucho por su sabiduría y por su devoción apasionada y seria, aunque mezclada con vanidades personales, a la causa del proletariado, y buscaba con avidez su conversación, siempre instructiva y espiritual cuando no estaba inspirado por un odio mezquino, lo que, por desgracia, sucedía con mucha frecuencia. Sin embargo no existió entre nosotros una verdadera intimidad. Nuestros temperamentos no se soportaban. Él me llamaba idealista sentimental, y tenía razón; y yo a él, vanidoso y pérfido, y también tenía razón.

De Engels escribió:

Hacia 1845, Marx se puso a la cabeza de los comunistas alemanes, y poco después, con Engels, su amigo constante, tan inteligente como él, aunque menos erudito, pero en cambio más práctico y dotado, no menos que él, para la calumnia política, la mentira y la intriga, fundó una sociedad secreta de comunistas alemanes o socialistas autoritarios.

Cuando el rey Luis Felipe I de Francia abdicó, durante las Revoluciones de 1848, Bakunin estaba en París imbuido en el ambiente revolucionario. Con el apoyo del gobierno francés, se dirigió a la Polonia prusiana para agitar la rebelión contra Rusia, pero nunca llegó. Acudió al Congreso Eslavo de Praga de 1848 para defender los derechos eslavos contra el nacionalismo alemán y húngaro y participó en el levantamiento de Praga de 1848 contra los Habsburgo austríacos. No pudo ser capturado y escribió Llamamiento a los eslavos a finales de 1848, llamando a una federación eslava y a una revuelta contra los gobiernos de Austria, Prusia, Turquía y Rusia. Este texto fue muy leído y traducido.
Después de participar en el levantamiento de Praga en 1848 y en el alzamiento de mayo de 1849 en Dresde, Bakunin fue apresado, juzgado y sentenciado a muerte. Fue extraditado múltiples veces y terminó en confinamiento solitario en la Fortaleza de San Pedro y San Pablo de San Petersburgo en 1851. Tres años después, fue transferido a la Fortaleza Oreshek de Schlüsselburg, donde pasó otros tres años. Sin embargo, sí escribió su Confesión, un texto autobiográfico y genuflexivo al zar, que resultó ser un documento controvertido tras su descubrimiento público unos 70 años después. La carta no provocó la mejora de sus condiciones en la prisión. En 1857, a Bakunin se le permitió trasladarse al exilio permanente en Siberia. Allí se casó con Antonia Kwiatkowska.
Se escapó a Japón, arribando al puerto de Hakodate el 14 de agosto de 1861. El 24 de agosto viajó desde Yokohama hasta San Francisco, a donde llegó el 3 de octubre. Cruzó el Canal de Panamá y llegó a Nueva York el 15 de noviembre. Estuvo en Boston visitando al naturalista suizo Louis Agassiz, al que había conocido en Neuchâtel en 1843. Fue este quien le dio una carta de presentación para que conociese al escritor Henry Wadsworth Longfellow en su casa de Cambridge (Massachusetts).
El 14 de diciembre de 1861 dejó los Estados Unidos rumbo a Inglaterra. Llegó a Liverpool el 27 de diciembre y se trasladó a la casa de su amigo Herzen en Londres.
El resto de su vida transcurrió en el exilio en Europa Occidental, principalmente en Suiza.

### Rivalidad con Karl Marx
Bakunin entabló una amistad más constructiva con Proudhon que con Marx, al que acusó de autoritario. Sobre esta relación escribió:

Marx, como pensador, va por buen camino. Ha establecido como principio que todas las revoluciones filosóficas, políticas, religiosas y jurídicas no son las causas, sino los efectos de las revoluciones económicas. Es un pensamiento grande y fecundo que no ha sido inventado por él, ni mucho menos, porque ya fue entrevisto y expresado, en parte, por muchos otros. Sin embargo, le debemos el honor de haberlo establecido sólidamente y de haberlo puesto como base de todo su sistema económico. Por otra parte, Proudhon, cuando no hacía doctrina y metafísica, poseía el verdadero instinto del revolucionario. [...] Es muy probable que Marx se eleve "teóricamente" a un sistema más racional de la libertad, pero le falta el instinto de Proudhon.

Bakunin y Marx mantuvieron constantes fricciones dentro de la Primera Asociación Internacional del Trabajo (AIT), fundada en 1864, a la que ambos pertenecían. En 1868, Bakunin fue acusado por Marx de ser un agente ruso y le pidió que se disculpara públicamente. En 1869, fue acusado por el revolucionario marxista Wilhelm Liebknecht de los mismos cargos. Marx lo acusará de nuevo de ser un agente paneslavista y de cobrar por ello 25 000 francos anuales. Bakunin, además, abogaba por posturas anarquistas dentro de la AIT, lo que lo llevó a ser acusado de conspirador por Marx, cuyos seguidores esgrimían supuestas cartas escritas por Bakunin a Serguéi Necháyev donde se jactaba de las conspiraciones que perpetraba.
Tras las disputas con los miembros marxistas, Bakunin entró en contacto con Necháyev, que le pide que se concentre en hacer la revolución en Rusia y lo convence con sus ideas terroristas y nihilistas. Un año más tarde, en 1870, Bakunin decide romper la amistad con Necháyev lamentándose de esta experiencia.

### Alianza Internacional de la Democracia Socialista
A comienzos de la década de 1860 Bakunin funda en Italia una sociedad secreta, la Fraternidad Internacional. En 1864, la organización ya tenía miembros italianos, franceses, escandinavos y eslavos. En los textos de la organización se dice:

Esta organización tiene como objetivo la victoria del principio de la revolución sobre la tierra, con la disolución radical de todas las organizaciones existentes en la actualidad, religiosas, políticas, económicas o sociales, y la formación de una sociedad primero europea y después universal, basada en la libertad, en la razón, en la justicia y en el trabajo.

En 1867, un grupo de burgueses demócratas de varias naciones fundaron la Liga de la Paz y la Libertad y convocaron un congreso en Ginebra. Bakunin participó en dicho congreso y fue elegido miembro del comité central. Uno de los fundadores de esa liga fue Charles Lemonnier, un saintsimoniano.
En 1868, se celebró el segundo congreso de la Liga en Berna, Bakunin y otros miembros de la Fraternidad Internacional intentaron que la Liga votase resoluciones socialistas, pero como los socialistas revolucionarios eran minoría deciden separarse y fundar la Alianza Internacional de la Democracia Socialista.
La Alianza Internacional de la Democracia Socialista se fundó en 1868 y su programa reivindicaba una serie de reformas que constituían las bases de su doctrina política:
- La supresión de los Estados nacionales y la formación en su lugar de federaciones constituidas por libres asociaciones agrícolas e industriales.
- La abolición de las clases sociales y de la herencia.
- La igualdad de sexos.
- La organización de los obreros al margen de los partidos políticos.[21]

Sin embargo, se rechazó la entrada de la Alianza en la Internacional Obrera por ser una organización internacional, puesto que solo se admitían organizaciones nacionales. Por esa razón, la Alianza se deshizo y sus miembros se integraron separadamente en la Internacional.

### Propagación del anarquismo

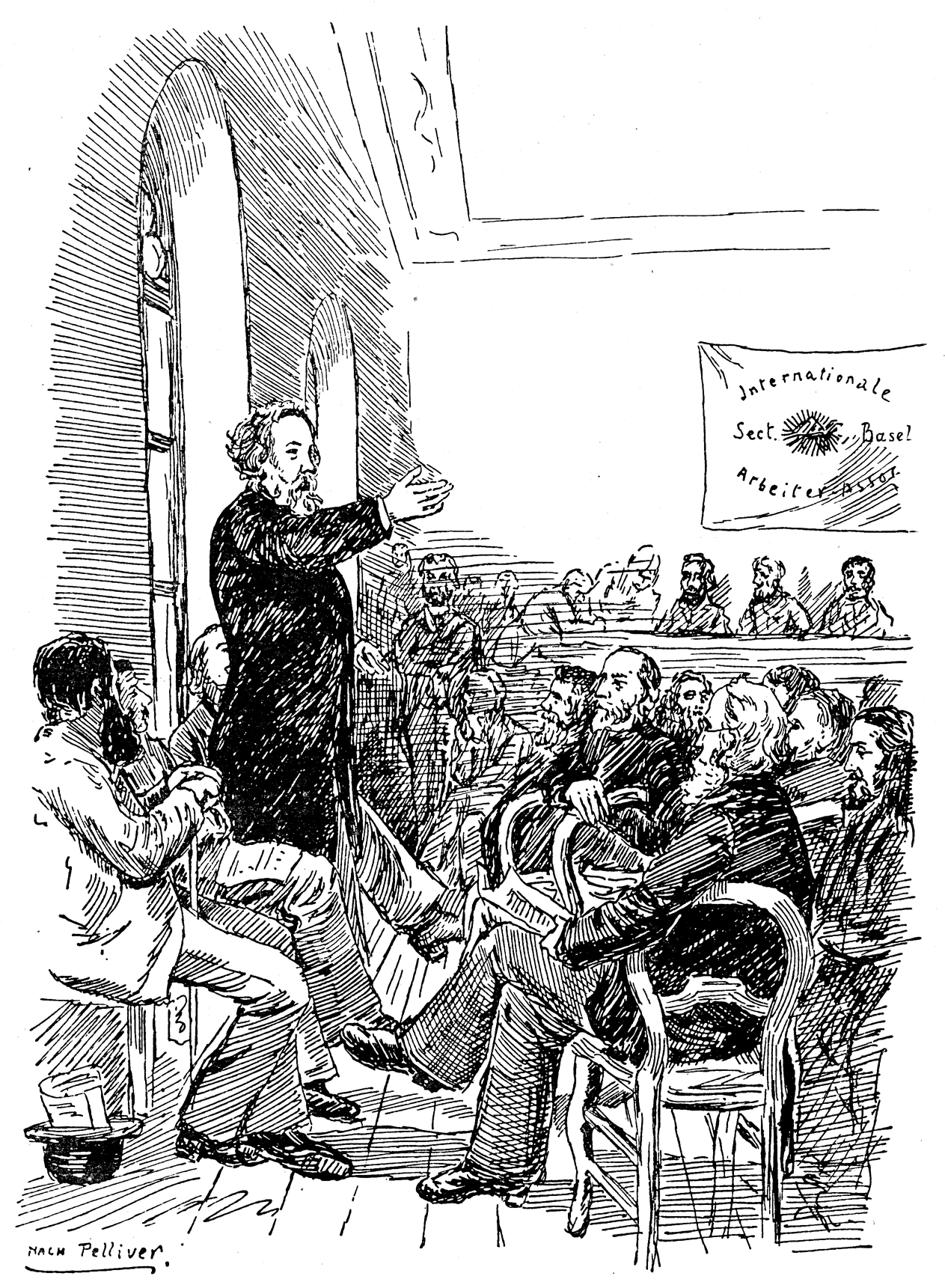
Bakunin hablando a los trabajadores de la AIT en el Congreso de Basilea, en Suiza. Grabado de 1869.

En 1869, encargó al anarquista italiano Giuseppe Fanelli la divulgación del anarquismo en España. Fanelli visitó Madrid y Barcelona y conoció a Anselmo Lorenzo, que a la postre fundaría el sindicato CNT en 1910 y que compartiría escasa correspondencia con Bakunin.
En 1870 fundó el Comité para la Salvación de Francia, asociación que dirigió la insurrección de la Comuna de Lyon.
En 1871 Marx convocó una conferencia secreta en Londres que estaba compuesta casi exclusivamente por sus partidarios, en la que se tomaron decisiones que muchos consideraron que eliminaban la autonomía de las secciones de la AIT. Las Federaciones del Jura (una zona montañosa entre Francia, Suiza y Alemania), así como la mayoría de las secciones de todos los países, rechazaron estos acuerdos. En este contexto Bakunin se unió a los disidentes. Desde el Consejo de Londres son atacados varios dirigentes de la AIT disconformes con las decisiones adoptadas por los marxistas, y son acusados de ser títeres de Bakunin, que entonces se encontraba en Locarno, Suiza.
En 1872 se celebró el Congreso de La Haya, donde asisten 21 delegados obreros representantes de distintas secciones y 40 hombres a título individual elegidos y simpatizantes de Marx. En la última votación, cuando ya un tercio de los representantes se habían marchado, se vota la expulsión de Bakunin, a modo de tribunal a puerta cerrada. Bakunin es acusado de haber fundado sociedades secretas, de haber cobrado trescientos rublos como anticipo de la traducción de El capital, y por haberse interceptado una supuesta carta de Bakunin a Necháyev, con el cual hacía dos años que había roto. En dicha carta, se hacía alusión a la creación por parte de Mijaíl Bakunin de una sociedad secreta que conspiraría para tomar el control «dictatorial» de la AIT. En el mismo congreso se ratificaron las proposiciones de la conferencia de Londres y se decidió trasladar el Congreso a Nueva York.
Al día siguiente de terminar el Congreso de La Haya se celebra otro en Saint-Imier, en el Jura suizo, con delegados de Italia, España, el Jura y representantes de Francia y América, que acuerda por unanimidad rechazar todas decisiones del congreso de La Haya. A este acuerdo se suman la mayoría de las secciones francesas, la federación belga, la americana y, en Inglaterra, los amigos de Marx, Eccarius y Jung, que se separaron de él. El Consejo de Nueva York expulsó a la Federación del Jura, pero la sección holandesa, que se había mantenido neutral, se unió a las otras siete federaciones y se negaron a reconocer la expulsión de esa federación.

## Muerte

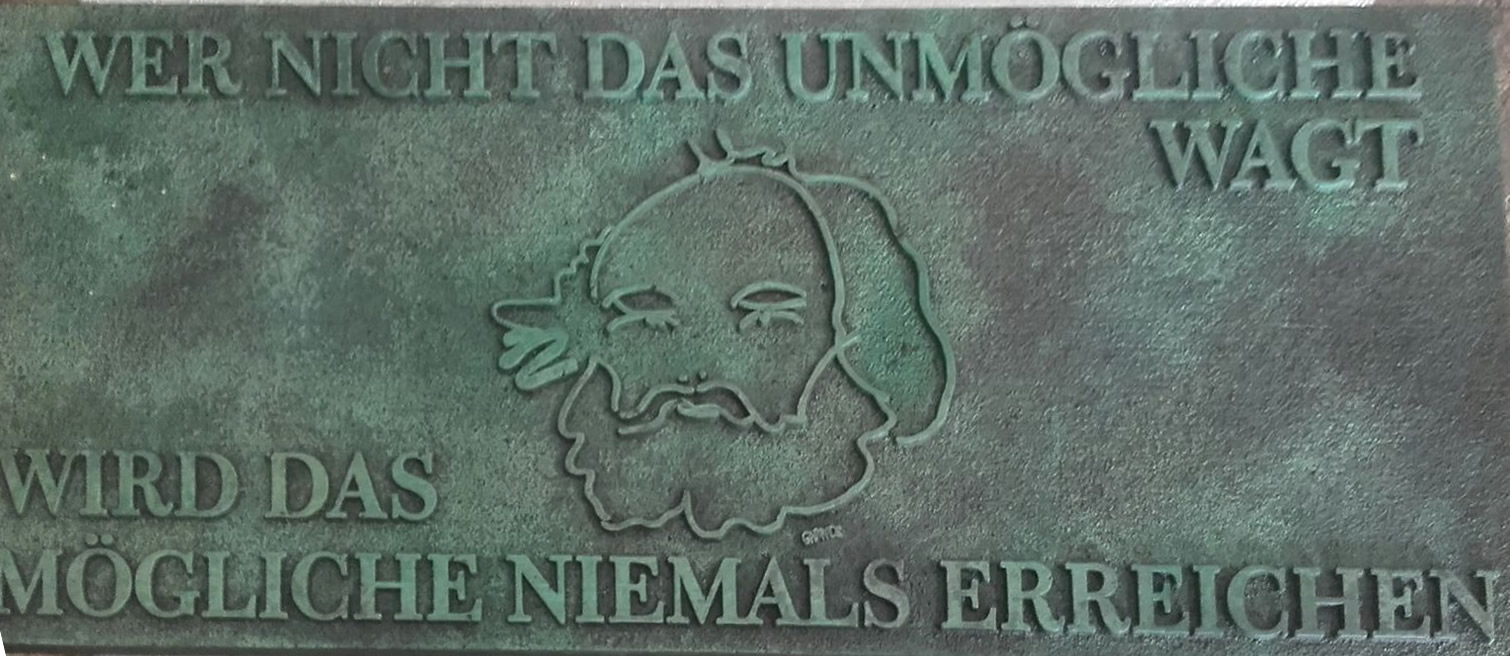
Lápida en la tumba de Bakunin de Garbade.

Marx y sus simpatizantes publican en 1873 un panfleto titulado La Alianza de la Democracia Socialista y la Asociación Internacional de los Trabajadores, donde criticaba de manera furibunda la Alianza. Bakunin, prematuramente viejo, cansado y enfermo, solicitó la baja de la Federación. 
Bakunin pasó sus últimos años en Suiza, viviendo en la pobreza y sin más aliento que la correspondencia que mantenía con pequeños grupos anarquistas. Por problemas de salud, ingresó en el hospital de Berna, donde falleció el 1 de julio de 1876. 
Su tumba se encuentra en el cementerio de Bremgarten-Friedhof de Berna, Suiza, ennegrecida por los humos de la cercana autopista Ginebra-Zúrich. En su tumba está escrito: «Recuerda al que lo sacrifica todo por la libertad de su país». Este texto y la placa fueron cambiados por los Dadaístas del Cabaret Voltaire en 1916, que lo adoptaron como dadaísta. En su lugar se encuentra la frase de Bakunin en alemán: «Wer nicht das Unmögliche wagt, wird das Mögliche niemals erreichen; Quien no se atreve con lo imposible, nunca alcanzará lo posible», junto con un dibujo del artista suizo Daniel Garbade hecho en bronce.

## Pensamiento

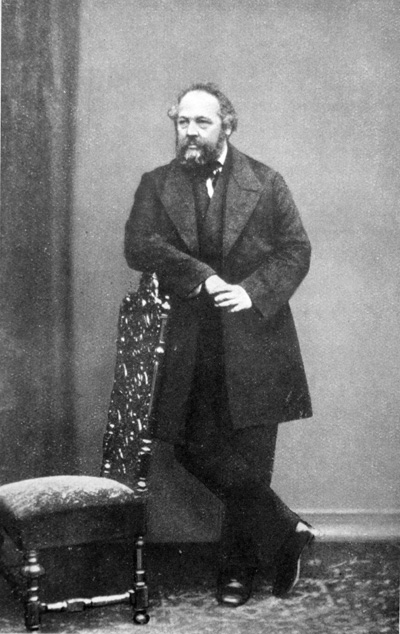

Se ha denominado anarcocolectivismo o anarquismo colectivista al anarquismo que él desarrolló. Junto con Proudhon y luego Kropotkin es uno de los teóricos más importantes del anarquismo socialista, y prácticamente es el primer gran impulsor del anarquismo como movimiento político y popular.

### Antiestatismo
Bakunin propone una organización antiestatista, esto es, la supresión del Estado, sin rechazar el término en sí mismo. Bakunin apuesta por la creación de los Estados Unidos de Europa como modo de acercarse a la idea liberal de la Revolución estadounidense de 1776, cuando se independiza del Reino Unido. Para Bakunin el fallo de la revolución liberal de Estados Unidos es que la libertad que proclamaba la constitución era solamente para una minoría que oprimía al resto. El reto para Bakunin era lograr una democracia como la estadounidense en Europa pero que ampliara la democracia a todos y liberara además al hombre del sistema monetario, el poder político, el poder económico y la religión.
A diferencia del marxismo, que consideraba que la política debía crear unas condiciones sociales que permitieran al individuo vivir por encima de la opresión económica, Bakunin consideraba que la revolución socialista tenía que empezar de abajo hacia arriba. Él establecía un orden político de individuos que conformasen comunas, que a su vez estas comunas se federaran entre sí para colaborar y que estas federaciones se federaran entre sí en confederaciones. En dicho proceso, a diferencia del marxismo, Bakunin no separa campesinos de obreros urbanos y considera que esa revolución corresponde a ambos al mismo tiempo.

### Trabajo
Bakunin daba gran importancia al trabajo y a que este se desarrollara bajo su idea de libertad: 

Como el mundo antiguo, nuestra civilización moderna, que comprende una minoría comparativamente muy restringida de ciudadanos privilegiados, tiene por base el trabajo forzado (por el hambre) de la inmensa mayoría de las poblaciones.
Bakunin. Federalismo, socialismo y anteologismo. 1867.

Para Bakunin el anarquismo supone una liberación social, sin necesidad de gobierno ni autoridades oficiales cuyo centro de gravedad se sitúa en el trabajo, el factor de producción, sus medios y distribución. La sociedad debería organizarse mediante la federación de productores y consumidores (a nivel de base) coordinados entre sí mediante las confederaciones. No habría necesidad, pues, de gobiernos, sistemas legislativos o poderes ejecutivos que monopolizaran la violencia.
El comunismo libertario de Kropotkin objetó que la visión de Bakunin mantenía el concepto de burocracia como organismo encargado de vigilar y regular el trabajo y su remuneración, a fin de cuentas, un núcleo gubernamental. El colectivismo bakuninista pretende valorar el trabajo de las masas y considera injusta su remuneración en el capitalismo:

A falta de todo otro bien, esa educación burguesa, con ayuda de la solidaridad que une a todos los miembros del mundo burgués, asegura a quien la ha recibido, un privilegio enorme en la remuneración de su trabajo -el trabajo de los burgueses más mediocres se paga casi siempre tres o cuatro veces más que el del obrero más inteligente.
Bakunin. Federalismo, socialismo y anteologismo. 1867.

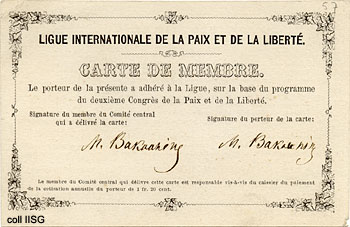
Carné de miembro de Bakunin de la Liga de la Paz y de la Libertad.

En una extensa carta firmada en Marsella en 1870, trata el tema de la justa repartición de la riqueza producida por el trabajo nacional. Para Bakunin, a medida que la riqueza nacional aumenta esta tiende a concentrarse en las manos de cada vez menos personas mientras que los burgueses argumentan que la mejora de las condiciones del proletariado pasa primero por la prosperidad burguesa. Según Bakunin el sistema burgués producía, además, crisis comerciales por superproducción que dejaban sin trabajo a miles de personas, y la supresión de las pequeñas empresas industriales, comerciales y financieras. En la misma carta hace una descripción de las consecuencias del capitalismo. Según Bakunin debido a que en el capitalismo se precise vender las mercaderías al precio más bajo posible hace que los salarios sean muy bajos para disminuir los gastos de producción. Entonces, el trabajo de las personas se convierte también en una mercadería, regida por la oferta y la demanda (ej. una industria próspera, con productos muy demandados, aumenta su producción y por ello reclamase muchos obreros, atrayéndolos con un aumento del salario, sin embargo, en cuanto la oferta de trabajo supera a la demanda el salario comienza a bajar), considerando Bakunin a la ley de la demanda como algo no deseable.
Resulta interesante, también, describe, que en los países políticamente más democráticos, como Inglaterra, Estados Unidos, Suiza o Bélgica los trabajadores, aún con derechos políticos, son esclavos de sus patronos y por eso no tienen ni el tiempo ni la independencia necesarias para ejercer sus derechos ciudadanos. Esos países, dice Bakunin, tienen un día de "de reinado" o "de saturnales", que es el de las elecciones, donde sus "amos" van a hablarles de igualdad y fraternidad y a decirles que son el pueblo soberano, pero pasado ese día todo sigue igual. Bakunin dice que eso no significa que él, como socialista revolucionario, no esté a favor del sufragio universal, sino que está a favor de ejercerlo para construir una sociedad sin desigualdad económica y social.
Para Bakunin, los socialistas que participan en las elecciones burguesas, como el caso de los socialistas de Alemania, o bien son personas equivocadas o bien son embusteros, ya que lo único que se consigue con eso es apartar a los trabajadores de la revolución social que es la única que, según él, traería la libertad real, la justicia y el bienestar social. Esto se debe a que el Estado no es más que un yugo opresor, y las instituciones y las autoridades políticas sirven para garantizar los privilegios de las clases opresoras y el socialismo solo se puede obtener si, al mismo tiempo, se destruye el Estado. La alternativa sería, dice textualmente, “la vía de una federación libre, de la libertad y el trabajo de todos, pueblos, provincias, comunas, asociaciones e individuos, sobre la base única de la igualdad y de la fraternidad humanas”.

### Ateísmo
Bakunin era extremadamente crítico con la religión y abogaba por el ateísmo. De su obra se deduce un ateísmo muy intenso e incluso una admiración declarada por la figura de Lucifer, que considera un revolucionario en el cielo contra el poder autócrata de Dios.
Para Bakunin, el católico era la persona egoísta por antonomasia, ya que realizaba el Bien por amor a sí mismo, para tener acceso al Cielo, y no por amor a los demás. Bakunin situaba al cura católico a la altura de los brujos, y no distinguía entre el cristianismo y cualquier forma de magia o religión primitiva.
Bakunin se remonta al Antiguo Testamento, para dirigir una crítica furibunda a Moisés. Moisés, en el Antiguo Testamento, recibe las leyes directamente de Dios y las impone al pueblo de Israel. Es decir, el Estado, el legislador, en primer lugar busca su legitimación en Dios para poder ser un dictador.
También considera la religión perniciosa para los hombres porque les hace aceptar de manera más sencilla que en el mundo haya jefes, acuñando la frase: «Un jefe en el cielo es la mejor excusa para que haya mil en la Tierra».
Si bien el ateísmo bakuninista es muy popular en el anarquismo, este desprecio extremo a la religión no es extensible a todo el anarquismo. Kropotkin, a pesar de conocer la obra de Bakunin, no da ninguna importancia en sus textos a la religión. Para Proudhon, el origen del Estado no es en absoluto religioso, sino que surge de la repartición de la propiedad agraria. En la historia, además, abundan los anarquistas cristianos como León Tolstói.

### Organización revolucionaria y dictadura invisible
Gran parte de las desavenencias de Bakunin con Marx dentro de la AIT fueron por la crítica a Marx de intentar convertir la AIT en un instrumento para la causa ideológica de Marx en lugar de representar a los trabajadores. Bakunin decía ser contrario a las doctrinas y negaba calificarse a sí mismo como filósofo. Sin embargo de parte de Marx existían acusaciones de que Bakunin conspiraba para convertir la AIT en un instrumento de su propia causa ideológica. De lo que sí hay certeza, gracias a la correspondencia conocida, es de las ideas de Bakunin sobre la dirección de los movimientos sociales revolucionarios que para Bakunin debería realizarse a través de mandos supremos no formalizados, no visibles, sin partidos o siglas reconocibles, idea de organización política llamada dictadura invisible, una idea derivada de las sociedades secretas. 
Según McLaughlin, Bakunin ha sido acusado de ser un autoritario de armario. En su carta a Albert Richard, escribió:

Hay un solo poder y una dictadura cuya organización es saludable y viable: es esa dictadura colectiva e invisible de aquellos que están aliados en nombre de nuestro principio.

Según Madison:

[Bakunin] rechazó la acción política como un medio para abolir el estado y desarrolló la doctrina de la conspiración revolucionaria bajo el liderazgo autocrático, sin tener en cuenta el conflicto de este principio con su filosofía del anarquismo.

Según Peter Marshall: "Es difícil no concluir que la dictadura invisible de Bakunin sería incluso más tiránica que una blanquista o marxista, ya que sus políticas no se pueden conocer ni discutir abiertamente".
Madison sostuvo que fue la maquinación de Bakunin por el control de la Primera Internacional lo que provocó su rivalidad con Karl Marx y su expulsión de ella en 1872: "Su aprobación de la violencia como arma contra los agentes de la opresión condujo al nihilismo en Rusia y actos de terrorismo en otras partes, con el resultado de que el anarquismo se convirtió generalmente en sinónimo de asesinato y caos". Sin embargo, los partidarios de Bakunin argumentan que esta" dictadura invisible "no es una dictadura en ningún sentido convencional de la palabra. Su influencia sería ideológica y libremente aceptada, diciendo:

Esta dictadura será tanto más saludable como efectiva si no se viste con ningún poder oficial o carácter extrínseco.

Bakunin también fue criticado por Marx y los delegados de la Internacional específicamente porque sus métodos de organización eran similares a los de Serguéi Necháyev, con quien Bakunin estaba estrechamente asociado. Si bien Bakunin reprendió a Necháyev al descubrir su duplicidad y su política amoral, mantuvo una racha de crueldad, como lo indica una carta del 2 de junio de 1870: "Mentiras, astucia [y] enredo [son] un medio necesario y maravilloso para desmoralizar y destruir al enemigo, aunque ciertamente no es un medio útil para obtener y atraer nuevos amigos ".
Sin embargo, Bakunin comenzó a advertir a sus amigos sobre el comportamiento de Necháyev y rompió todas las relaciones con Necháyev. Otros señalan, además, que Bakunin nunca intentó hacerse con el control personal de la Internacional, que sus organizaciones secretas no estaban sujetas a su poder autocrático y que condenó al terrorismo como contrarrevolucionario. Robert M. Cutler va más allá, señalando que es imposible entender completamente la participación de Bakunin en la Liga de la Paz y la Libertad o la Alianza Internacional de la Democracia Socialista, o su idea de una organización revolucionaria secreta que es inmanente en la gente, sin al ver que se derivan de su interpretación de la dialéctica de Hegel de la década de 1840. El guion de la dialéctica de Bakunin, argumenta Cutler, le dio a la Alianza el propósito de proporcionar a la Internacional una verdadera organización revolucionaria.
La dictadura invisible no parece tener una intención autocrática en favor de Bakunin como individuo sino más bien propone un poder compartido por un cuadro profesional que vigile a la organización de masas para que esta se mantenga como un instrumento de las ideas políticas de Bakunin. Bakunin sostiene que la "colectividad revolucionaria poderosa pero siempre invisible" deja el "desarrollo completo [de la revolución] al movimiento revolucionario de las masas y la libertad más absoluta a su organización social, ... pero siempre cuidando que este movimiento y esta organización nunca debe poder reconstituir a ninguna autoridad, gobierno o estado y siempre combatiendo todas las ambiciones colectivas (como la de Marx) [sic en el original], así como individual, por la influencia natural, nunca oficial, de cada miembro de nuestra [Alianza [Internacional] [de Democracia Socialista]".

### Antisemitismo
En algunos de sus escritos, Bakunin adhiere puntos de vista abiertamente antisemitas. Bakunin usó los sentimientos antijudíos que sugieren la existencia de un sistema "judío" de explotación global, diciendo lo siguiente:

Todo este mundo judío, que comprende una sola secta explotadora, una especie de gente que chupa sangre, una especie de parásito colectivo destructivo orgánico, que va más allá no solo de las fronteras de los Estados, sino también de la opinión política, este mundo está ahora, al menos en su mayor parte, a disposición de Marx por un lado, y de Rothschild por el otro. [...] Esto puede parecer extraño. ¿Qué puede haber en común entre el socialismo y un banco líder? El punto es que el socialismo autoritario, el comunismo marxista, exige una fuerte centralización del Estado. Y donde hay una centralización del Estado, necesariamente debe haber un banco central, y donde tal banco existe, se encontrará la nación judía parasitaria, especulando con el trabajo del pueblo.

Por manifestar estas ideas Bakunin ha sido criticado, por los propios anarquistas y no anarquistas.

### Nacionalismo
En sus años pre-anarquistas, el pensamiento político de Bakunin era esencialmente una forma de nacionalismo de izquierda, específicamente, un enfoque en Europa del Este y los asuntos rusos. Mientras que Bakunin, en este momento, ubicó la liberación nacional y las luchas democráticas de los eslavos en un proceso revolucionario europeo más amplio, no prestó mucha atención a otras regiones. Este aspecto de su pensamiento data de antes de que se convirtiera en anarquista, y sus trabajos anarquistas previeron consistentemente una revolución social global, que incluye tanto a África como a Asia. Bakunin como anarquista continuó enfatizando la importancia de la liberación nacional, pero luego insistió en que este problema debía resolverse como parte de la revolución social. El mismo problema que (a su modo de ver) perseguía la estrategia revolucionaria marxista (la captura de la revolución por parte de una pequeña élite, que entonces oprimiría a las masas) también surgiría en las luchas de independencia lideradas por el nacionalismo, a menos que la clase obrera y el campesinado crearan una anarquía.

Me siento siempre el patriota de todas las patrias oprimidas. [...] La [...] nacionalidad es un hecho histórico, local que, como todos los hechos reales e inofensivos, tiene el derecho de reclamar aceptación general. [...] Cada persona, como toda persona, es involuntariamente lo que es y, por lo tanto, tiene derecho a ser ella misma. [...] La nacionalidad no es un principio; es un hecho legítimo, como lo es la individualidad. Toda nacionalidad, grande o pequeña, tiene el derecho indiscutible de ser ella misma, de vivir de acuerdo con su propia naturaleza. Este derecho es simplemente el corolario del principio general de libertad.
Bakunin

Consideraba que la noción de patria y la lealtad hacia ella eran conceptos que perpetuaban la opresión y la explotación de las clases dominantes, la idea de la patria y la identidad nacional eran construcciones artificiales utilizadas por las élites gobernantes para dividir a las clases trabajadoras y desviar su lucha contra la opresión. Él creía que las fronteras nacionales y los sentimientos nacionalistas eran obstáculos para la verdadera emancipación de la humanidad.
Bakunin promovía la solidaridad internacional entre los trabajadores y las clases oprimidas de diferentes países. Estaba a favor de la abolición de las fronteras y la creación de una sociedad basada en la igualdad, la libertad y la cooperación , siendo la unidad de los trabajadores y la lucha conjunta contra la opresión de clase fundamentales para lograr el cambio revolucionario.
Cuando Bakunin visitó Japón después de su fuga de Siberia, no estuvo realmente involucrado en su política ni con los campesinos japoneses. Esto podría tomarse como evidencia de un desinterés básico en Asia, pero por otro lado el contexto puede llevar a dar otra interpretación. Bakunin se detuvo brevemente en Japón como parte de un vuelo apresurado de doce años de prisión, un hombre marcado que corre por todo el mundo hacia su hogar europeo; no tenía contactos japoneses ni ninguna facilidad en el idioma japonés; el pequeño número de periódicos extranjeros publicados por los europeos en China y Japón posiblemente no proporcionó información sobre las condiciones o posibilidades revolucionarias locales. Además, la conversión de Bakunin al anarquismo llegó en 1865, hacia el final de su vida, y cuatro años después de su estadía en Japón.

## Obras

Tumba de Bakunin en el cementerio de Bremgarten-Friedhof de Berna.

Expuso su pensamiento en una voluminosa obra, y fue su discípulo James Guillaume quien, entre los años 1907 y 1913, en París, se encargó de recopilar y editar todos sus libros. Del conjunto de su voluntariosa obra (la mayoría quedaron sin terminar) destacan:
- Llamamiento a los eslavos, que denuncia a la burguesía como fuerza intrínsecamente antirrevolucionaria y propugna la creación en Europa Central de una federación libre de gentes eslavas
- Dios y el Estado
- Estatismo y anarquía
- El principio del Estado
- Crítica y Acción
- El Estado y la comuna
- Federalismo, socialismo y antiteologismo

Existen además obras que han sido editadas en tomos:
- La Revolución social en Francia. Dos tomos
- Escritos de filosofía política. Dos tomos. Recopilación de G.P. Maksímov

- Tomo I. Crítica de la sociedad.
- Tomo II. El anarquismo y sus tácticas. Con un esbozo biográfico de Max Nettlau

- Obras completas. Cinco tomos

## En la cultura popular
En la película argentina La odisea de los giles, de Sebastián Borenztein, basada en la novela La noche de la usina de Eduardo Sacheri se hace referencia a Bakunin ya que el personaje de Fontana (interpretado por Luis Brandoni) es anarquista y lo nombra en una escena.
En la serie estadounidense Lost, aparece un personaje llamado Mikhail Bakunin (Lost), interpretado por el venezolano Andrew Divoff. Esta caracterización puede estar basada en el hecho de que el proyecto DHARMA, que se menciona en la serie tenía propósitos de fundar una nueva sociedad utópica y libre de explotación. Además el personaje nació en Kiev, Ucrania, (ex parte de la Unión Soviética). También fue  médico militar en Afganistán, por lo que se pueden rastrear similitudes con el origen del teórico anarquista, y una clara referencia al modelo de sociedad anarquista que planteaba.
El grupo musical madrileño Aviador Dro en su álbum de 1983 Síntesis: La producción al poder le dedicó el tema «Camarada Bakunin».
El cineasta alemán Rainer Werner Fassbinder cita recurrentemente a Bakunin en sus obras. En la película Lola, el conflictuado anarquista Esslin (interpretado por  Matthias Fuchs) estudia en sus tiempos libres a Bakunin y lo cita en sus encuentro con su jefe. En la cinta La tercera generación, el militar desertado August (interpretado por Volker Spengler) llega con una maleta atiborrada de textos de Bakunin a una de las casas de los terrroristas burgueses y les lee contantemente pasajes de los textos del anarquista ruso. En una de las escenas, los terroristas le quitan a August un libro de Bakunin y leen frases del texto mientras se lanzan el libro para que el militar desertado no lo pueda alcanzar. 
- Alianza Internacional de la Democracia Socialista
- Anarquismo colectivista
- I Internacional
- Anarquismo en Rusia